# 1617년
1617년은 일요일로 시작하는 평년이다.

## 연호
- 명(明) 만력(萬曆) 45년
- 후금(後金) 천명(天命) 2년
- 일본(日本) 겐나(元和) 3년
- 후 레 왕조(後黎朝) 호앙딘(弘定) 18년
- 막 왕조(莫朝) 끼엔통(乾統) 25년

## 기년
- 류큐(琉球) 쇼네이왕(尚寧王) 29년
- 명(明) 신종 만력제(神宗 萬曆帝) 45년
- 후금(後金) 태조 천명가한(太祖 天命可汗) 2년
- 조선(朝鮮) 광해군(光海君) 9년
- 후 레 왕조(後黎朝) 경종(敬宗) 18년

## 사망
- 홍의장군 곽재우